# Wittenbergplatz (Berlins tunnelbana)
Wittenbergplatz station är en viktig knutpunkt för Berlins tunnelbana i västra delen av Berlin i stadsdelen Schöneberg nära gränsen till Charlottenburg.  Stationen ligger under torget Wittenbergplatz och trafikeras av de tre tunnelbanelinjerna U1, U2 och U3.
Tunnelbanestationen Wittenbergplatz öppnades 11 mars 1902 som en av Berlins första tunnelbanestationer. Den ritades ursprungligen av Paul Wittig och byggdes då med två spår och två sidoplattformar. Stationen totalrenoverades och byggdes ut med fler spår och perronger 1910 efter ritningar av Alfred Grenander. Den nya stationen som betjänar tre U-Bahn-linjer öppnade den 1 december 1912.
Under andra världskriget skadades stationen men återuppbyggdes under 1950-talet. 1982-1983 restaurerades stationen. Wittenbergplatz har en skylt från Londons tunnelbana med det egna namnet. Skylten skänktes 1952 av den brittiske stadskommendanten då stationen firade 50 år.

## Galleri

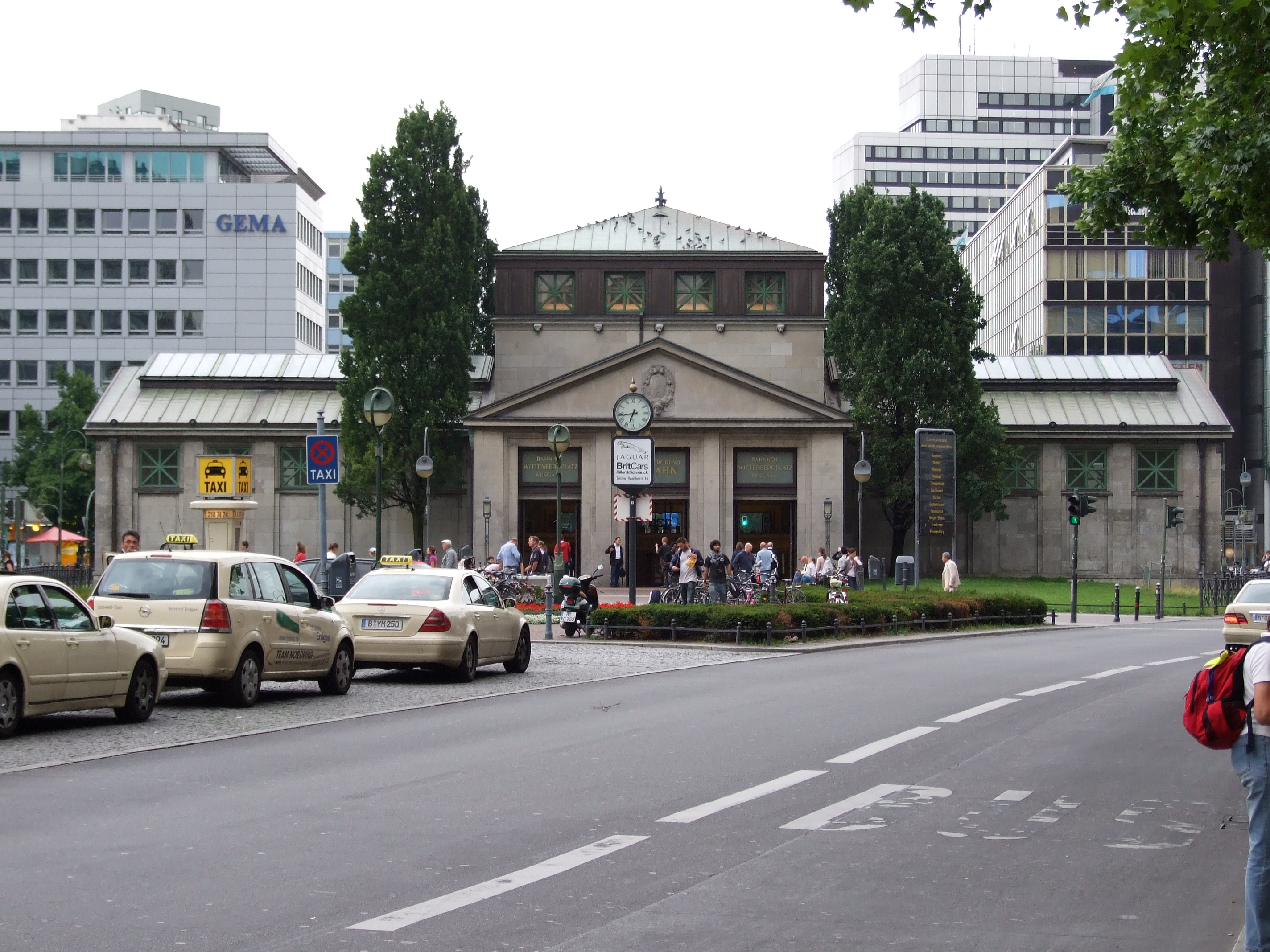
Entrén till Wittenbergplatz tunnelbanestation.
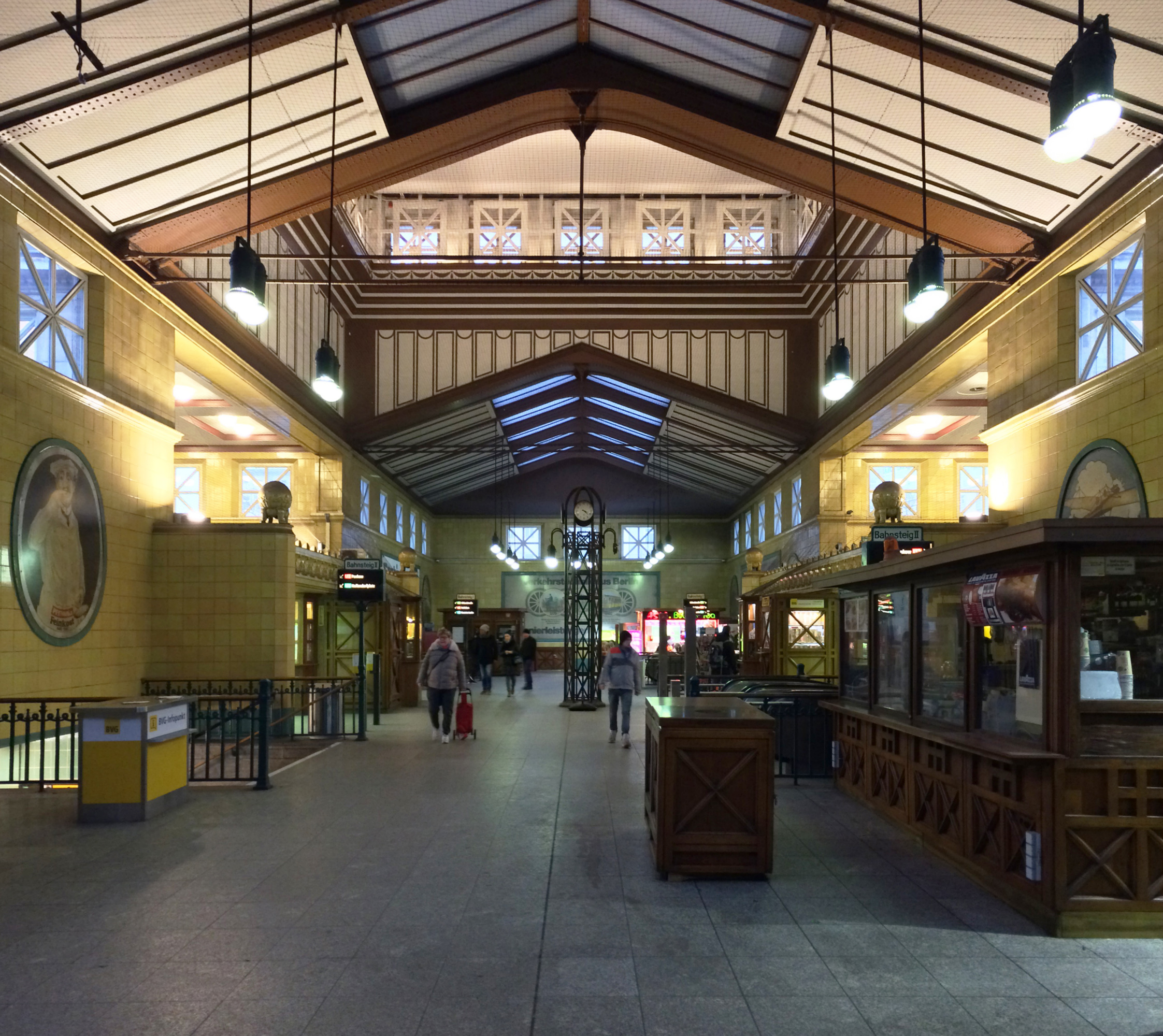
Stationshallen
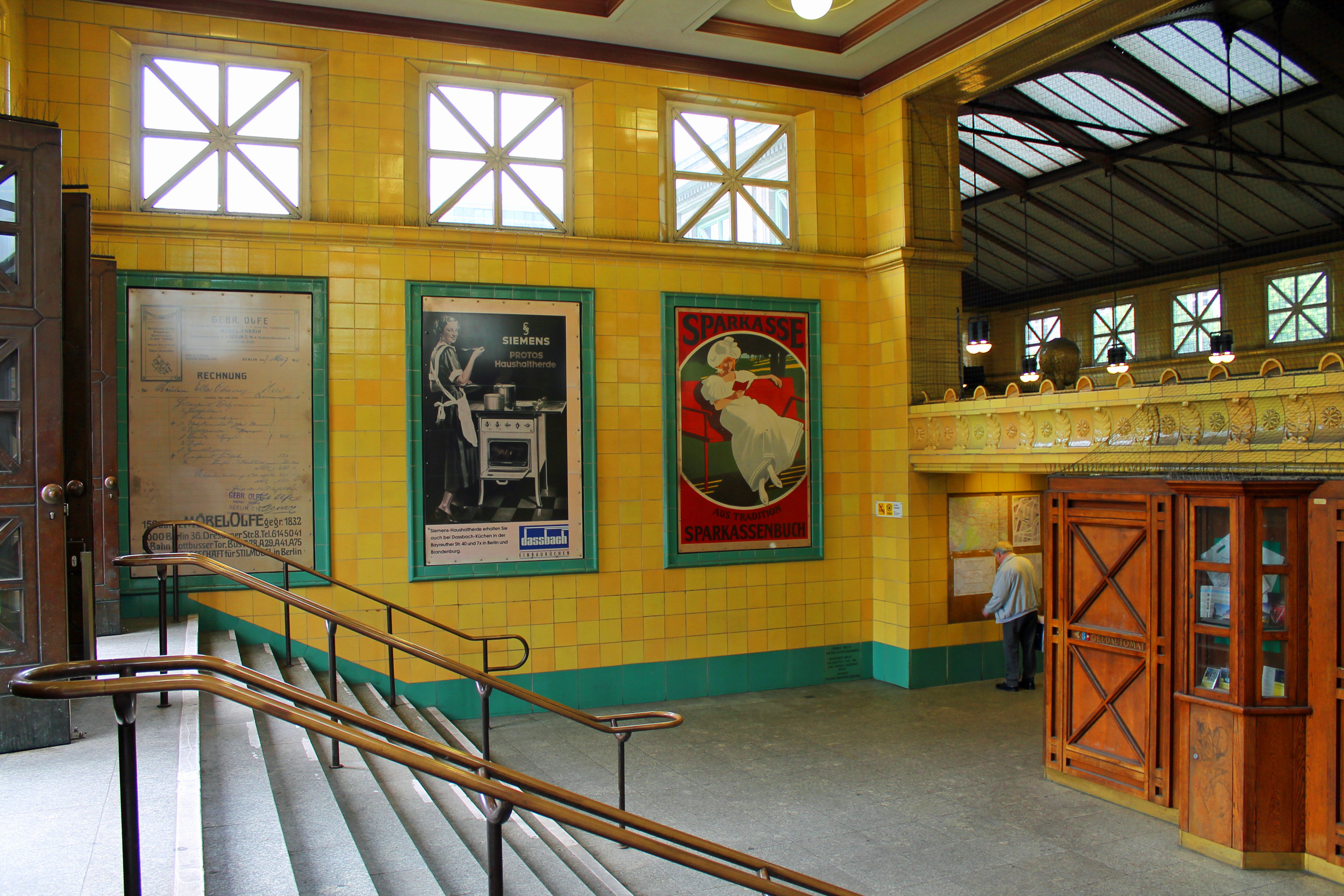
Konstverk i ingångshallen.
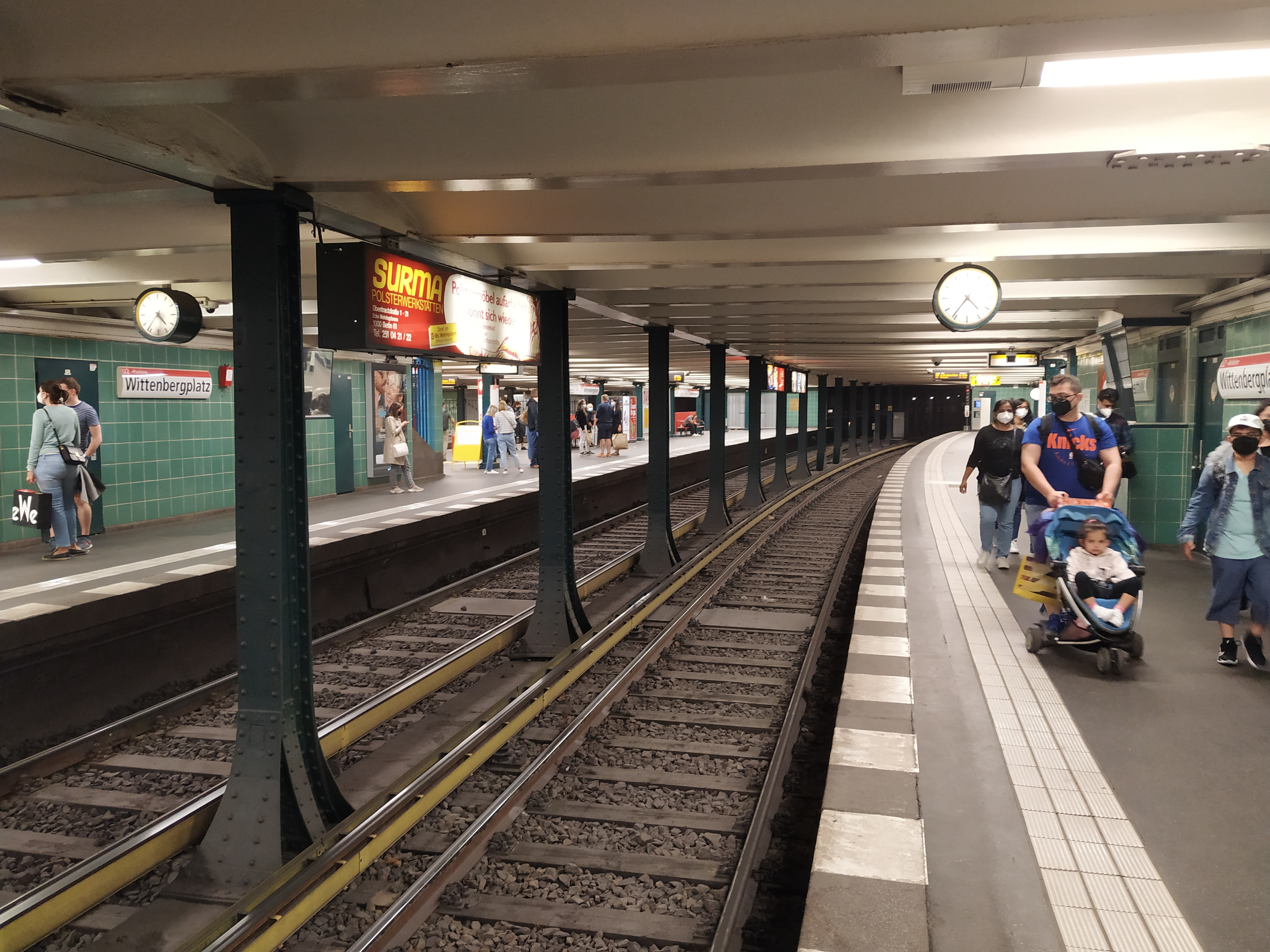
Perronger för linje U2 på Wittenbergplatz.
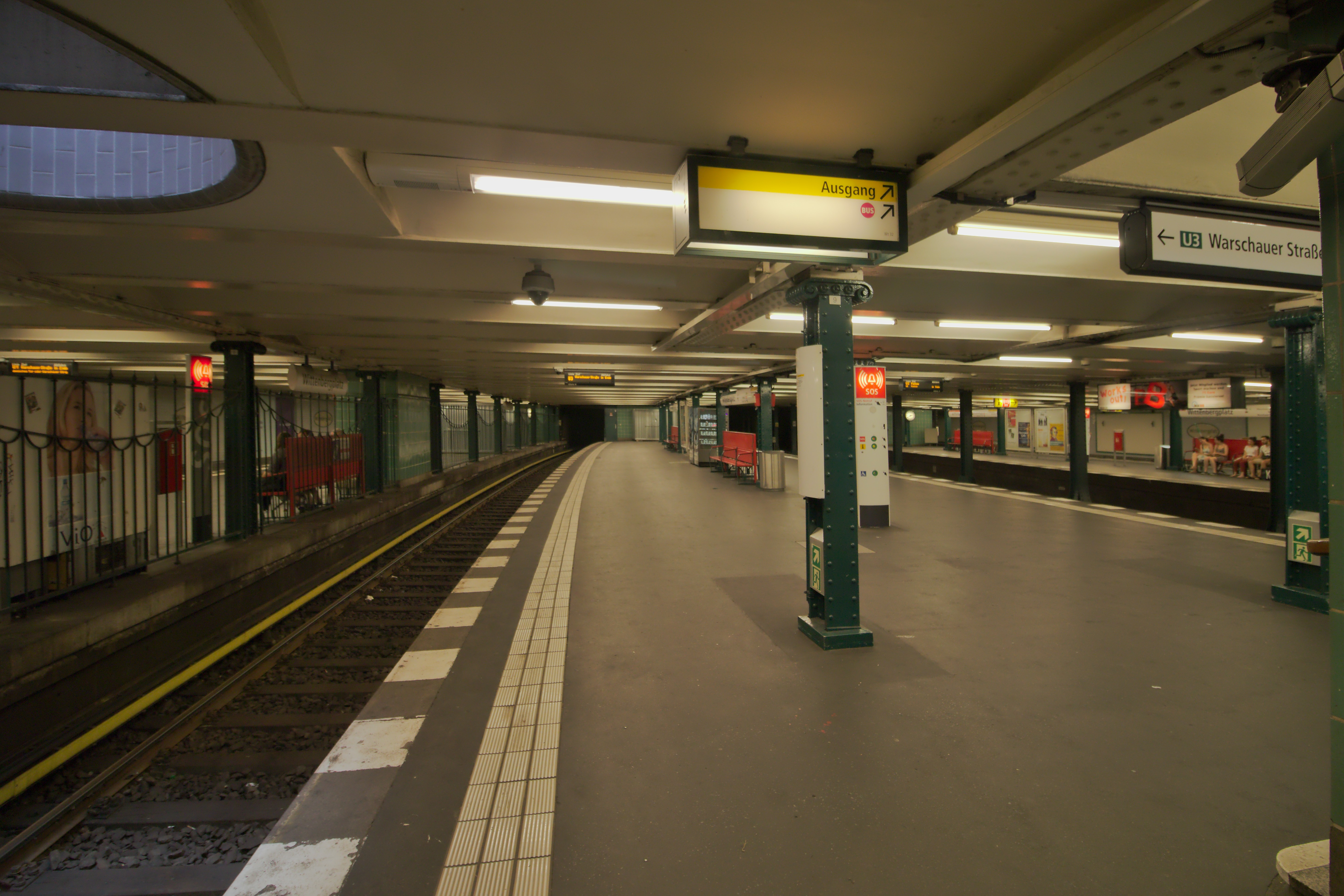
Perrong för linje U3
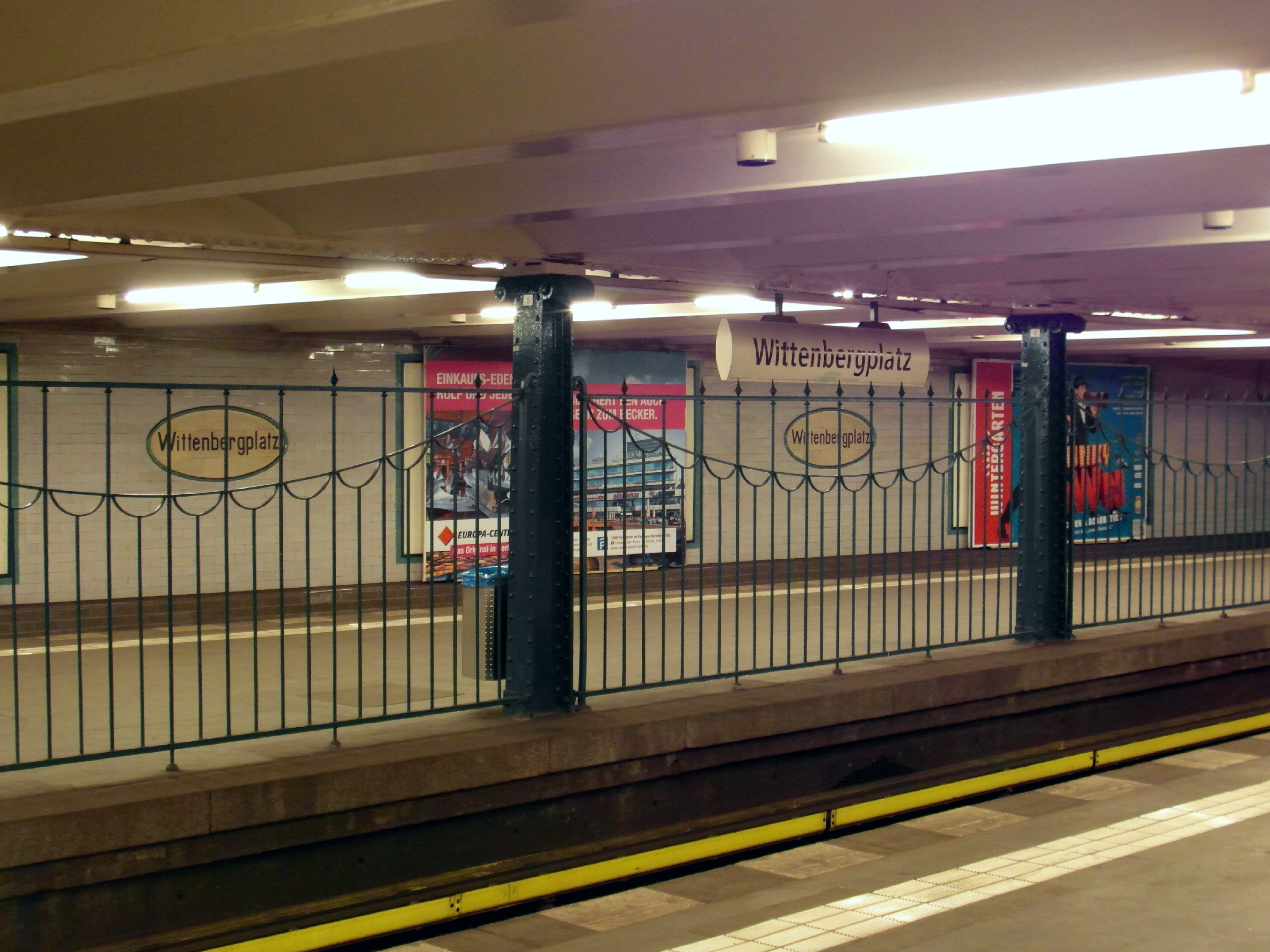
Perrong för linje U1 bakom gallret
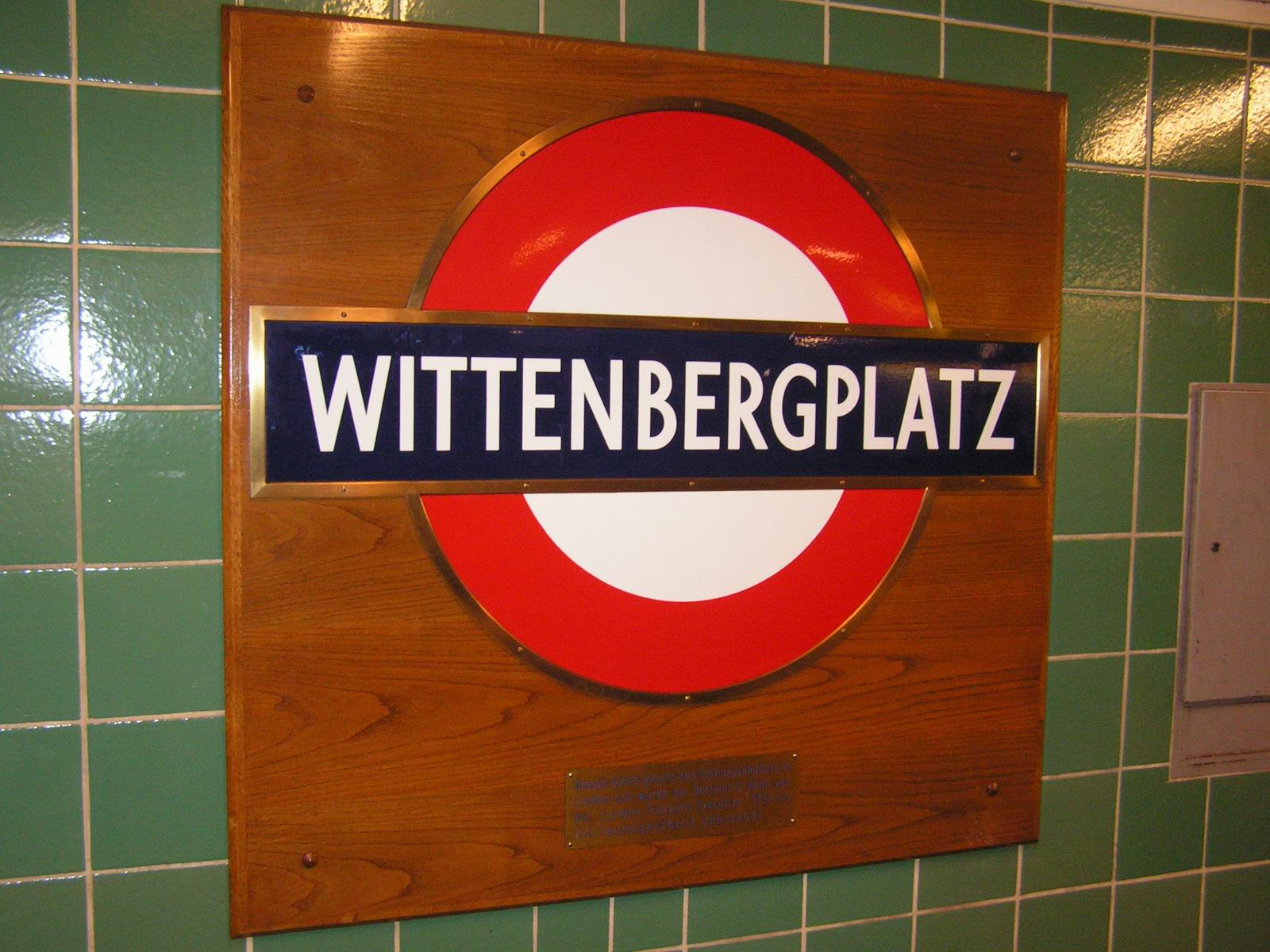
En skylt på Wittenbergplatz station med design inspirerad av Londons tunnelbanas stationsskyltar. En gåva från London 1952.
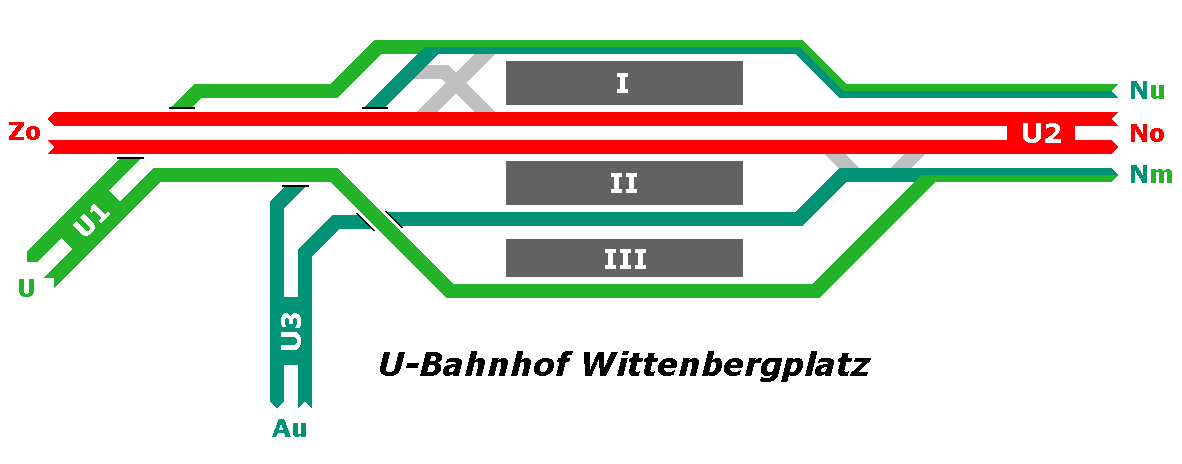
Karta över linjerna som trafikerar.
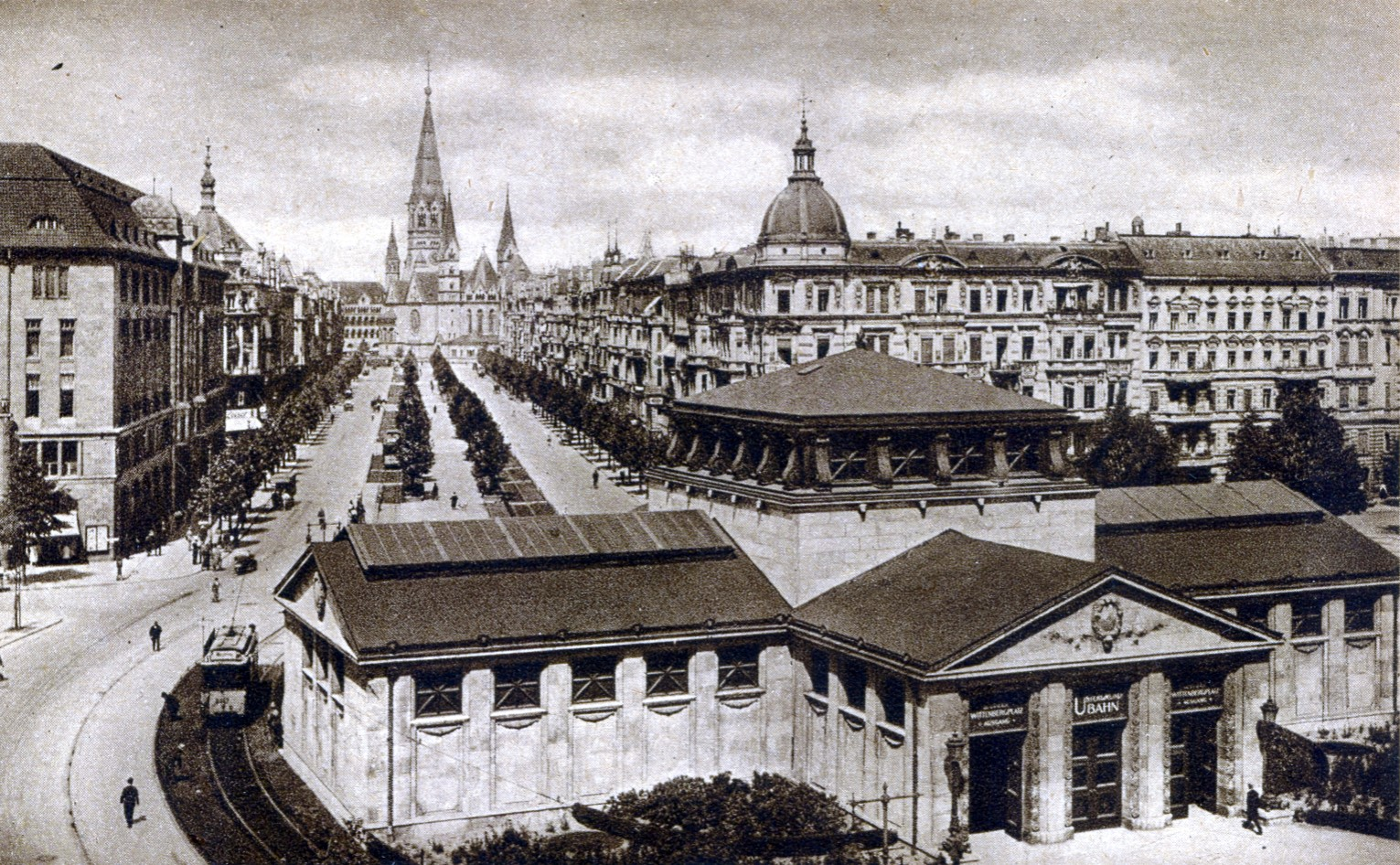
Entrén från 1912